# Чуричени
Чуричени (болг. Чуричени) — село в Благоевградской области Болгарии. Входит в состав общины Петрич. Находится примерно в 9 км к северо-западу от центра города Петрич и примерно в 64 км к югу от центра города Благоевград. По данным переписи населения 2011 года, в селе  проживало 167 человек, преобладающая национальность — болгары.

## Население
| Год     | 1934 | 1946 | 1956 | 1965 | 1975 | 1985 | 1992 | 2001 | 2011 |
| ------- | ---- | ---- | ---- | ---- | ---- | ---- | ---- | ---- | ---- |
| Жителей | 610  | 815  | 973  | 779  | 632  | 543  | 409  | 267  | 167  |

|  |